# Лајф хек
Лајф хек (или лајф хекинг) јесте сваки трик, пречица, вештина или нова метода која повећава продуктивност и ефикасност појединца, у свим сферама живота. Термин су првенствено користили компјутерски стручњаци који пате од преоптерећења информацијама или они са радозналошћу у погледу начина на који могу да убрзају свој радни ток на друге начине осим програмирања.

## Историја
Оригинална дефиниција појма хек (ен. hack) је резати грубим или тешким ударцима. У модерном народном језику често се користи за описивање неелегантног, али ефикасног решења специфичног рачунарског проблема, као што су брзе шел скрипте и други услужни програми командне линије који филтрирају, обрађују и обрађују токове података као што су е-пошта и РСС. Примери ових типова животних хакова могу бити програме за синхронизацију датотека, праћење задатака или филтрирање е-поште.

## Популаризација
Термин лајф хек је сковао 2004. године током O'Reilly Emerging Technology Conference у Сан Дијегу, Калифорнија, од стране технолошког новинара Денија О'Брајена да би описао „срамотне” скрипте и пречице које продуктивни ИТ професионалци користе да би обавили свој посао.
О'Брајан и блогер Мерлин Ман су касније заједно представили сесију под називом Life Hacks Live на конференцији O'Reilly Emerging Technology Conference 2005. године. Њих двојица су такође коаутори колумне под називом „Life Hacks“ за О'Реилли'с Маке магазин који је дебитовао у фебруару 2005. г.
Америчко друштво за дијалекте гласало је за lifehack (једна реч) као другопласирану „најкориснију реч 2005.“ иза подкаста. Реч је такође уврштена у Oxford Dictionaries Online у јуну 2011. године.